# 謝平安
謝平安（1940年—2014年10月26日），四川犍为人，中國傳統戲劇導演，一級導演，中華人民共和國文化部文華導演獎獲得者。導演作品涵蓋川劇、京劇、眉户剧、粵劇、豫劇等多個劇種。母亲为著名川剧演员陈书舫。

## 奖项
川劇導演作品《死水微瀾》、《變臉》得到文華導演獎。
川劇導演作品《變臉》、京剧導演作品《华子良》、眉户剧導演作品《迟开的玫瑰》被選入中國国家舞台艺术十大精品工程。